# Alexander Wladimirowitsch Rogoschkin
Alexander Wladimirowitsch Rogoschkin (russisch Александр Владимирович Рогожкин; * 3. Oktober 1949 in Leningrad/St. Petersburg; † 23. Oktober 2021 ebenda) war ein russischer Filmregisseur und Drehbuchautor.

## Leben und Werk
Rogoschkin nahm zunächst ein Studium der Kunstgeschichte an der Staatlichen Universität Sankt Petersburg auf, das er 1972 mit einem Diplom beendete. Seit 1971 arbeitete er als Künstlerischer Leiter beim Leningrader Fernsehen, gefolgt von einer dreijährigen Tätigkeit (1974 bis 1977) als Bühnenbildner in den Lenfilm-Studios. Daneben studierte er Malerei und Grafik am Leningrader Pädagogischen Institut. Im Jahr 1982 schloss er seine Ausbildung an der Moskauer Filmhochschule (WGIK) bei Sergei Gerassimow ab.
1985 folgte sein Spielfilmdebüt mit Nur wegen einiger Zeilen, doch erst Mitte der 1990er Jahre kam er in seinem Heimatland zur Anerkennung mit Filmen wie der Komödie Die Besonderheiten der russischen Jagd und deren Nachfolgern. Die Filme wurden große Erfolge in Russland. Ersterer führte jahrelang die nationale Hitparade der erfolgreichsten Filme an. Der Film Kukuschka – Der Kuckuck aus dem Jahre 2002 erhielt auf verschiedenen internationalen Filmfestivals insgesamt 17 Preise und 5 Nominierungen.

## Filmografie
- 1980 – И будем жить / Und wir werden leben (Drehbuch)
- 1985 – Ради нескольких строчек / Nur wegen einiger Zeilen
- 1986 – Золотая пуговица / Der goldene Knopf (Regie)
- 1988 – Мисс миллионерша / Miss Millionärin
- 1989 – Караул / Die Wache
- 1991 – Третья планета / Der dritte Planet (Regie, Drehbuch)
- 1992 – Чекист / Der Tschekist
- 1993 – Акт / Akt (Regie, Drehbuch)
- 1993 – Жизнь с идиотом/Das Leben mit einem Idioten (Regie, Drehbuch)
- 1995 – Особенности национальной охоты, deutscher Titel: Die Besonderheiten der russischen Jagd (Regie, Drehbuch)
- 1996 – Операция «С Новым годом!» / Operation „Frohes Neues“!
- 1997 – Улицы разбитых фонарей  / Die Straßen der eingeworfenen Laternen (Fernsehserie, Regie, Drehbuch)
- 1998 – Блокпост / Blokpost, deutscher Titel Checkpoint (Regie, Drehbuch)
- 1998 – Особенности национальной рыбалки / Die nationalen Besonderheiten des Angelns (Regie, Drehbuch)
- 1999 – Болдинская осень / Herbst in Boldino (Kurzfilm nach einer Erzählung von Wiktor Jerofejew)
- 2000 – Особенности национальной охоты в зимний период  / Die nationalen Besonderheiten der Jagd während der Frostperiode (Regie, Drehbuch)
- 2000 – Убойная сила / Tödliche Macht (Fernsehserie)
- 2002 – Кукушка , deutscher Titel: Kukuschka – Der Kuckuck (Regie, Drehbuch)
- 2003 – Особенности национальной политики / Die nationalen Besonderheiten der Politik
- 2004 – Сапиенс / Sapiens
- 2005 – Своя чужая жизнь / Mein fremdes Leben
- 2006 – Перегон / Transfer
- 2008 – Игра / Spiel